# ジンクホワイト (漫画)
『ジンクホワイト』 (Blanc de Zinc) は、小泉真理（こいずみまり）による日本の4コマ漫画作品。

## 概要
少年画報社の雑誌『ヤングキングアワーズ』に、2001年から2003年まで連載された。単行本は少年画報社からヤングキングコミックスで全3巻（絶版）が発売され、後に祥伝社から文庫版が全1巻で刊行された。
画塾（美術系進学予備校）に通う高校2年生の少女「マキ」を中心とした物語。作者自身が美術大学受験を経験しているので、それを元に描かれている。もちろん話の内容は創作である。作中では、「芸大」を、「G（ゲー）大」と書いている。
こいずみの作品の中で、本作と、後に描かれた『夢の涯てまでも』（後述、本作のスピンオフ）のみが、漢字の「小泉真理」名義で発表されているが、これは本作の依頼が来た当時に『アワーズ』と同じ青年向け月刊誌『月刊サンデージェネックス (GX) 』（小学館）で連載を抱えており、「ターゲットがかぶる別会社の月刊誌で、同時に連載をしていいものか」という考えから苦肉の策で別名義にしたもの。ただし、ペンネーム以外の画風や作風は全く変えなかったため、『GX』の編集には一発でばれたという。
こいずみがぶんか社の雑誌『みこすり半劇場別館』で連載していた『健全恋愛ライフ』の姉妹作ともみなすことができ、連載時期も重なっている。しかし内容はマキの美大受験と予備校生活のリアリティを感じさせる描写が中心で、恋愛もその中の一つの要素という扱いである。
2002年のワンフェスでは、マキのガレージキットが販売された。

## 登場人物
マキ
主人公。本名は「真木 みすず」。
和田くん
本名は「和田 功二」。
横曽根先生
本名は「横曽根 マサアキ」。
スピンオフ作品『夢の涯てまでも』にも登場している。
酒井さん
宮田ちん
友郎くん

## 書誌情報
単行本は全3巻（絶版）。現在は文庫版が単巻で発売中。
- 小泉真理『ジンクホワイト』少年画報社〈ヤングキングコミックス〉

1. 2001年発売 ISBN 4-7859-2067-X
2. 2002年発売 ISBN 4-7859-2183-8
3. 2003年発売 ISBN 4-7859-2304-0

- 小泉真理『ジンクホワイト』（文庫版） 祥伝社〈祥伝社コミック文庫〉

1. 2007年発売 ISBN 4-3963-8044-5

## 夢の涯てまでも
『FEEL YOUNG』2007年6月号（祥伝社）に掲載された読切作品。
文庫版『ジンクホワイト』の発売に合わせて発表されたスピンオフストーリーであり、主人公は美術予備校に通っていた少女（名前は不明）。本編からは横曽根が登場している。後に『トゥインクル☆トゥインクル』の単行本（少年画報社・こいずみまり名義）に収録された。